# 왕샤오천
왕샤오천(중국어 간체자: 王晓晨, 정체자: 王曉晨, 병음: Wáng Xiǎochén, 한자음: 왕효신, 1988년 7월 25일 ~ )은 중화인민공화국의 배우이다.

## 출연작

### 드라마
- 2014년 안후이 위성 텔레비전 해돈제일극장 《아애남규밀》 - 팡의의 역
- 2015년 동방 위성 텔레비전 몽상극장 《대호시광》 - 마오샤오춘 역
- 2016년 저장 위성 텔레비전 중국람극장 《니호교안》 - 니하오 역
- 2017년 저장 위성 텔레비전 중국람극장 《복합대사》 - 주모 역
- 2017년 저장 위성 텔레비전 중국람극장 《아적! 체육노사》 - 왕샤오미 역
- 2019년 베이징 텔레비전 품질극장 《노주관》 - 샤오친티엔 역
- 2019년 동방 위성 텔레비전 동방극장 《정영율사》 - 란란 역
- 2020년 장쑤 위성 텔레비전 행복극장 《환몰애구》 - 장샤오시 역
- 2020년 베이징 텔레비전 품질극장 《행복리적고사》 - 천와얼 역
- 2022년 후난위성텔레비전 금응독파극장 《호호설화》 - 랴오왕 역
- 2022년 아이치이 웹드라마 《친애적생명》 - 우총루이 역
- 2022년 망고 TV 웹드라마 《동팔구적선생문: 대륙의 신사들》 - 쉬둬 역
- 2024년 후난위성텔레비전 금응독파극장 《환락가장군》 - 탕샤오웨이 역